# 凯茜·库克
凯茜·库克（英語：Kathy Cook，1960年5月3日—），旧姓斯莫尔伍德（Smallwood），英国女子田径运动员，主攻短跑。她曾代表英国参加1980年和1984年夏季奥林匹克运动会田径比赛，获得三枚铜牌。